# Paj-Choj
Il Paj-Choj (in russo Пай-Хой?, talvolta traslitterato come Pay-Khoy) è un massiccio montuoso corrispondente all'estremità settentrionale della catena degli Urali; è situato nel circondario autonomo dei Nenec, in Russia.

## Descrizione

Il Paj-Choj e l'arcipelago della Novaja Zemlja.

### Geografia
Il massiccio si estende da nord-ovest verso sud-est e occupa la quasi totalità della penisola di Jugor, nella parte nord-orientale della Russia europea.
Dal punto di vista morfologico, il massiccio è una cresta che continua oltre uno stretto braccio di mare nell'isola Vajgač, che separa il mare di Barents dal mar di Kara. Il punto più alto della cresta è il monte More-Iz (467 m).
Il rilievo separa i bacini idrografici dei fiumi Korotaicha ad ovest e Kara ad est. A sud-ovest del Paj-Choj si estende la grande pianura del fiume Pečora.
La cresta non forma una catena montuosa continua ma è costituita da diverse colline isolate. Il versante occidentale del Paj-Choj è relativamente scosceso mentre quello orientale ha rilievi più dolci, abbassandosi verso il mare di Kara con ampie terrazze sul mare.
L'area attorno al Paj-Choj non ha popolazione permanente. Gli insediamenti più vicini sono Amderma e Ust'-Kara.
La vegetazione della regione è quella tipica della tundra di montagna con prati, muschio e licheni; saltuariamente vi sorgono salici e betulle nane. Nelle valli e lungo i corsi d'acqua sono più comuni i prati con diverse specie di fiori.

### Geologia
Il suolo del Paj-Choj è composto da scisti silicei e argillosi, calcari e arenarie. Il massiccio è un orogene curvo formatosi insieme ai monti Urali, l'isola Vajgač e l'arcipelago della Novaja Zemlja. Quest'ultimo e il Paj-Choj sono più giovani degli Urali e risalgono all'orogenesi cimmeriana, tra il tardo Triassico e il primo Giurassico.

## Clima
Il clima nella regione del Paj-Khoj è subartico (gruppo Dfc secondo la classificazione dei climi di Köppen). L'inverno dura fino a 230 giorni e la temperatura media annua dell'aria è di -9 °C; a gennaio la temperatura media scende a -20 °C, mentre a luglio sale a +6 °C; in alcuni anni la temperatura dell'aria può raggiungere i +30 °C in estate e in inverno può calare fino a -40 °C.
Le precipitazioni annuali raggiungono i 700 mm, con un minimo a febbraio e un massimo ad agosto-settembre.
La regione è situata nella zona di presenza del permafrost.

## Spedizioni scientifiche

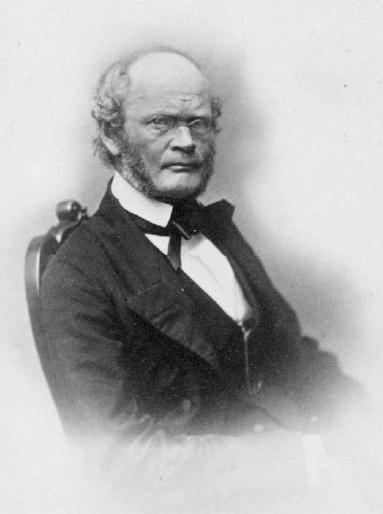
Alexander Gustav von Schrenk (1816-1876).

Il primo degli scienziati a raggiungere la cresta Paj-Choj fu il naturalista Alexander Gustav von Schrenk, per conto dell'Accademia russa delle scienze di San Pietroburgo, all'inizio dell'agosto del 1837. Dopo aver viaggiato verso nord, a metà agosto attraversò lo stretto di Jugor ed esplorò l'isola Vajgač, quindi tornò sulla terraferma e tracciò il versante meridionale del Paj-Choj: questa "catena montuosa con ampi pendii dolci" era considerata da Schrenk il ramo nord-occidentale degli Urali. Schrenk pubblicò un rapporto sulla sua spedizione solo nel 1848 e il lavoro principale di Schrenk, Viaggio nel nord-est della Russia europea, fu pubblicato nel 1855.

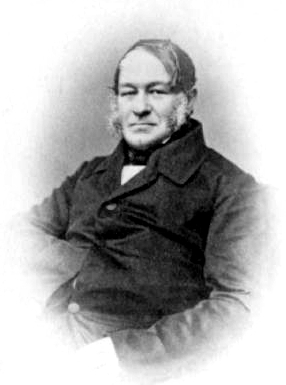
Ernst Reinhold von Hofmann (1801-1871).

Tuttavia la prima esplorazione completa di una descrizione geologica e biologica sistematica del Paj-Choj si deve a Ernst Reinhold von Hofmann che raggiunse la zona a capo di una spedizione per conto della Società geografica russa nell'agosto del 1848. La spedizione percorse il versante settentrionale del Paj-Choj a partire dal monte Konstantinov Kamen' (la cima più settentrionale degli Urali) fino allo stretto di Jugor per poi esplorare la costa all'estremità della penisola e ridiscendere per il versante meridionale del massiccio e, attraversando il bacino del fiume Kara, raggiunse la base sud-orientale del Paj-Choj. Una delle conclusioni della spedizione fu che il Paj-Choj rappresenta una continuità geologica con la catena degli Urali, sebbene tagliato da una fascia di tundra.
I membri della spedizione denominarono la cresta con il nome Paj-Choj ("massiccio di pietra" in lingua nenec; Schrenk aveva già fatto riferimento alla gruppo montuoso con il nome locale "Pajgoj"). Furono raccolti molti campioni di rocce e minerali, erbari e materiali etnografici per l'Accademia delle scienze di San Pietroburgo. I risultati e le conclusioni tratte dalla spedizione furono raccolti nell'opera Gli Urali settentrionali e la cresta costiera del Paj-Choj, sottoscritta congiuntamente da Hoffmann e dall'astronomo Marian Al'bertović Koval'skij.